# تاون کریک (آلاباما)
تاون کریک (به انگلیسی: Town Creek) شهرکی در شهرستان لاورنس ایالت آلاباما است که مساحت آن ۶٫۹۵ کیلومترمربع است و در سرشماری سال ۲۰۱۰ میلادی، ۱٬۱۰۰ نفر جمعیت داشته و تراکم جمعیتی آن، ۱۵۸٫۲۷ نفر در کیلومترمربع بوده است.